# Anatolij Papanov
Anatolij Dmitrijevič Papanov (rusky Анатолий Дмитриевич Папанов, 31. října 1922 Vjazma, Smolenská oblast – 7. srpna 1987 Moskva) byl sovětský divadelní a filmový herec, divadelní pedagog a dabér.

## Biografie

### Mládí a rodina
Anatolij Papanov se narodil 31. října 1922 v malém městečku Vjazma. Jeho otec, Dmitrij Filippovič Papanov, zde pracoval jako voják. Matka, Jelena Boleslavovna Rosková, původem z Polska, pracovala v krejčovském salónu. Herecké vzory ve své rodině neměl. Ve Smolenské oblasti prožil budoucí herec své dětství, ale už v roce 1930 se celá rodina přestěhovala do Moskvy. Zde Anatolij dokončil základní školu a začal pracovat jako slévač v moskevské firmě Kaučuk, po večerech studoval divadelní studia. Jeho učitelem se stal zasloužilý umělec SSSR Vasilij Kuza (Вассилий Куза). Celý život prožil Anatolij Papanov s Naděždou Karaťjevovou, se kterou měl jedinou dceru Jelenu Papanovovou.

### Armáda a návrat z války
V období 2. světové války velel jako seržant četě artilerie. Z důvodu vážného zranění, které utrpěl v roce 1942 v bitvě pod Charkovem, musel z fronty odejít a strávit několik měsíců v nemocnici. Lékařům se podařilo zachránit jeho život, avšak zůstaly mu doživotní následky, kvůli kterým byl zařazen do 3. kategorie invalidity. Po svém návratu z války začal, i přes svá omezení, pracovat v divadle a kinematografii.

### Závěr života a smrt
Posledním filmem, na kterém se podílel je Chladné léto roku 1953 (rusky Холодное лето пятьдесят третьего), režiséra Alexandra Proškina. Papanov zemřel 7. srpna 1987 v Moskvě na infarkt při sprchování studenou vodou v horký letní den.

## Kariéra

### Divadlo
Po svém zotavení z válečných zranění se Anatolij Papanov vrátil zpět do Moskvy a začal studovat na herecké fakultě Státního institutu divadelního umění (rusky ГИТИС), kterou v roce 1946 dokončil. Sehrál svoji první velkou roli v divadelní hře Don Gil v zelených kalhotách (Дон Хиль – Зелёные Штаны), ve které obsadil roli hlavního hrdiny. Představení bylo jeho prvním úspěchem, po kterém byl pracovně pozván do Moskevského uměleckého akademického divadla (rusky МХАТ) a Malého divadla (rusky Малый театр). Obě nabídky však Papanov odmítl.

#### Působení v moskevském Divadle Satiry
V moskevském Divadle Satiry (rusky Московский государственный академический театр Сатиры) začal Papanov působit od roku 1948 na žádost režiséra Andreje Gončarova. Sehrál zde více než 50 rolí a působil v něm až do své smrti. Mezi jeho nejvýznamnější role patří například role Ramínka (rusky Корейка) v divadelním zinscenování hry Zlaté tele Ilfa a Petrova E. Krasnjanským.

### Kinematografie
Paralelně s působením v divadle se začala rozvíjet i kariéra Anatolije Papanova v sovětských filmech. Za svůj život odehrál 65 rolí ve filmech různých žánrů. Nejvíce úspěšnými se staly filmy: Živí a mrtví (rusky Живые и мертвые), z roku 1964, režiséra Alexandra Stolpera, Běloruské nádraží (rusky Белорусский вокзал), z roku 1970, režiséra Andreje Smirnova, či například Briliantová ruka (rusky Бриллиантовая рука), z roku 1984, režiséra Leonida Gajdaje. Jeho hlavní talent spočíval především v tom, že zvládl ztvárnit jak komického, tak i dramatického hrdinu.

### Dabér a animované filmy
Za svůj život propůjčil A. Papanov hlas několika animovaným postavám. Nejvýznamnější prací je asi hlas vlka z animovaného seriálu Jen počkej, zajíci! (rus. Ну, погоди!), na kterém spolupracoval společně s Klárou Rumjanovovou, která dabovala zajíce. Dále Papanovův hlas zazněl v animovaných filmech Klíč, Malá mořská víla či Maugli.

## Ceny
- Řád říjnové revoluce

- Řád vlastenecké války

- Řád rudého pracovního praporu

- Zasloužilý umělec SSSR

## Vybraná filmografie
| Název filmu                   | Rok natočení filmu | Režisér                       | Scenárista           | Role                           |
| ----------------------------- | ------------------ | ----------------------------- | -------------------- | ------------------------------ |
| Lenin v Říjnu                 | 1937               | Michail Romm, Dmitrij Vasilev | Alexej Kapler        | námořník                       |
| Noční host                    | 1958               | Vladimir Šredel               | Vladimir Šredel      | Nikolaj Semenovič              |
| Člověk odnikud                | 1961               | Eldar Rjazanov                | Eldar Rjazanov       | Arkadij Krohalov               |
| Naprosto vážně                | 1961               | Eldar Rjazanov                | Emil Brjaginskij     | redaktor časopisu              |
| Muraviška-chvastuniška        | 1961               | Vladimir Polkovnikov          | Vladimir Polkovnikov | hlas starého mravence          |
| Člověk jde za sluncem         | 1962               | Michail Kalik                 | Michail Kalik        | správce domu                   |
| Živí a mrtví                  | 1964               | Alexander Stolper             | Konstantin Simonov   | generál                        |
| Pozor na auto                 | 1966               | Eldar Rjazanov                | Emil Brjaginskij     | podplukovník ve výslužbě       |
| Sloužili dva kamarádi         | 1968               | Jevgenij Karelov              | Jevgenij Karelov     | velitel pluku                  |
| Běloruské nádraží             | 1970               | Andrej Smirnov                | Andrej Smirnov       | účetní                         |
| Letučij korabl (Létající loď) | 1979               | Garri Bardin                  | Garri Bardin         | vodník                         |
| Čas přání                     | 1984               | Julij Rajzman                 | Julij Rajzman        | Vladimir Lobanov               |
| Chladné léto roku 1953        | 1988               | Alexandr Proškin              | Alexandr Proškin     | Nikolaj Skorobogatov (Kopalyč) |